# William Mulready

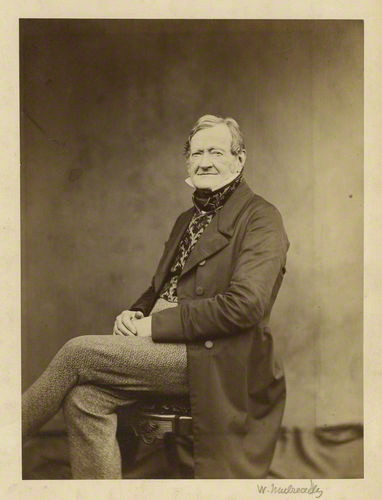
William Mulready.

William Mulready, född den 1 april 1786 i Ennis, Irland, död den 7 juli 1863, var en engelsk målare, farfar till Augustus Edwin Mulready.
Mulready studerade från 1800 vid akademien i London, där han blev medlem 1816. Från landskap övergick han till genremålning och vann mycken popularitet. South Kensingtonmuseet äger 33 av hans tavlor, "af hvilka Valet af bröllopskläder och Sonetten äro de mest omtyckta" enligt Georg Nordensvan i Nordisk Familjebok. Mulready är representerad även i National Gallery. Han fick en monografi av sin vän Henry Cole och behandlades även av Richard Liebreich i arbetet "Turner and Mulready" (1888) samt av Frederic George Stephens i "Memorial of Mulready" (1867) och av James Dafforne i hans "Pictures of William Mulready" (1873).